# Дебертолис, Илария
Илария Дебертолис (итал. Ilaria Debertolis, род. 17 сентября 1989 года, Фельтре, Италия) — итальянская лыжница, участница Олимпийских игр в Сочи. Универсал, одинаково успешно выступает и в спринтерских, и в дистанционных гонках.
В Кубке мира Дебертолис дебютировала 10 декабря 2011 года, в январе 2013 года первый раз попала в десятку лучших на этапе Кубка мира, в командном спринте. Всего на сегодняшний момент имеет 2 попадания в десятку лучших на этапах Кубка мира, оба в командных соревнованиях, в личных гонках не поднималась выше 28-го места. Лучшим достижением Дебертолис в общем итоговом зачёте Кубка мира является 102-е место в сезоне 2012-13.
На Олимпийских играх 2014 года в Сочи заняла 32-е место в спринте, 8-е место в эстафете, 13-е место в командном спринте и 44-е место в масс-старте на 30 км.
За свою карьеру принимала участие в одном чемпионате мира, на чемпионате мира 2013 года её лучшим результатом в личных гонках стало 39-е место в гонке на 10 км свободным стилем.
Использует лыжи и ботинки производства фирмы Fischer.